# Thoiry (Yvelines)
Thoiry ist eine französische Gemeinde mit 1.432 Einwohnern (Stand: 1. Januar 2022) im Département Yvelines in der Region Île-de-France. Sie gehört zum Arrondissement Rambouillet und zum Kanton Aubergenville (bis 2015: Kanton Montfort-l’Amaury). Die Einwohner werden Thoirysiens genannt.

## Geographie
Thoiry liegt 24 Kilometer nördlich von Rambouillet und etwa 40 Kilometer westlich von Paris. Die Nachbargemeinden von Thoiry sind Andelu im Norden, Marcq im Osten, Autouillet im Süden, Villiers-le-Mahieu im Westen und Südwesten sowie Goupillières im Westen und Nordwesten.

## Bevölkerungsentwicklung
| Jahr      | 1793 | 1821 | 1841 | 1861 | 1881 | 1901 | 1921 | 1946 | 1962 | 1968 | 1975 | 1982 | 1990 | 1999 | 2006 | 2013 |
| Einwohner | 362  | 355  | 407  | 525  | 482  | 405  | 390  | 417  | 452  | 502  | 581  | 695  | 835  | 969  | 1120 | 1247 |

Ab 1962 nur Einwohner mit Erstwohnsitz

## Sehenswürdigkeiten
Siehe auch: Liste der Monuments historiques in Thoiry (Yvelines)
- Kirche Saint-Martin aus dem 14. Jahrhundert
- Schloss Thoiry aus dem 17. Jahrhundert mit Park
- Wow Safari Thoiry, Zoo und Safaripark

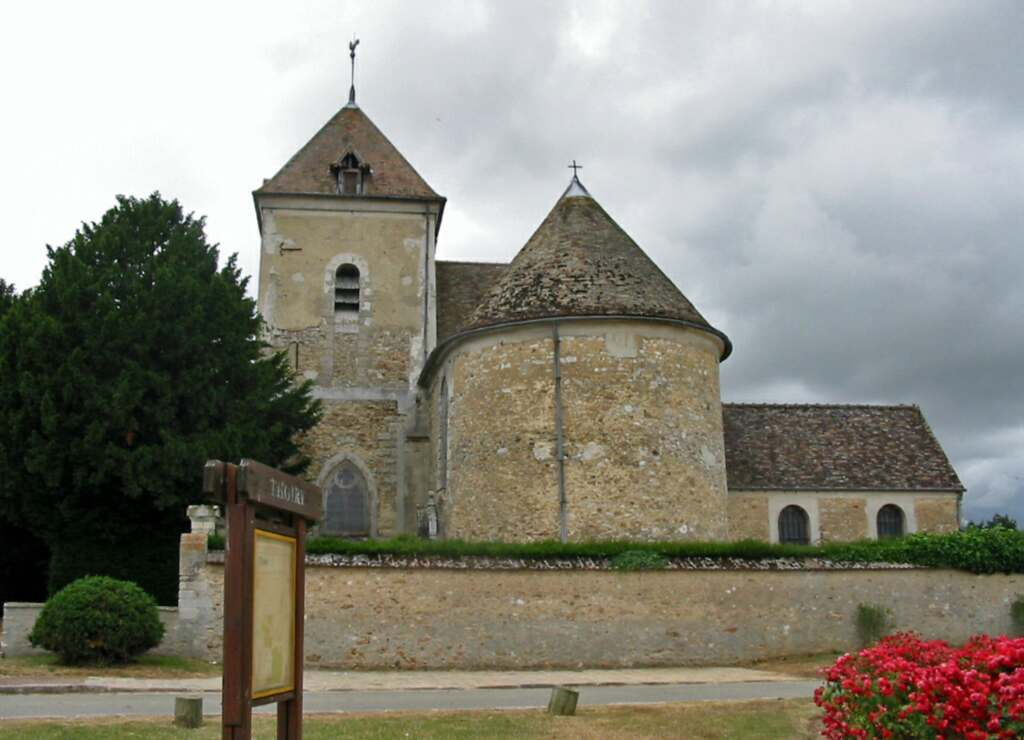
Kirche Saint-Martin